# Saugy
Saugy település Franciaországban, Cher megyében. Lakosainak száma 78 fő (2022. január 1.). Saugy Chârost, Civray, Saint-Ambroix, Issoudun és Saint-Georges-sur-Arnon községekkel határos.

## Népesség
A település népessége az elmúlt években az alábbi módon változott:
| Lakosok száma | 99   | 57   | 69   | 61   | 83   | 80   | 79   | 79   | 79   | 78   |
|               | 1968 | 1982 | 1990 | 2006 | 2013 | 2015 | 2017 | 2019 | 2020 | 2022 |